# Сельское поселение «Верхнешергольджинское»
Се́льское поселе́ние «Верхнешергольджинское» — муниципальное образование в Красночикойском районе Забайкальского края Российской Федерации.
Административный центр — село Верхний Шергольджин.

## История
Статус и границы сельского поселения установлены Законом Читинской области от 19 мая 2004 года «Об установлении границ, наименований вновь образованных муниципальных образований и наделении их статусом сельского, городского поселения в Читинской области».

## Население
| 2010 | 2011 | 2012 | 2013 | 2014 | 2015 | 2016 |
| ---- | ---- | ---- | ---- | ---- | ---- | ---- |
| 621  | ↘620 | ↘596 | ↘576 | ↘571 | ↘553 | ↘544 |
| 2017 | 2018 | 2019 | 2020 | 2021 |      |      |
| ↘532 | ↘530 | ↘520 | ↘489 | ↘481 |      |      |

## Состав сельского поселения
| № | Населённый пункт    | Тип населённого пункта       | Население |
| - | ------------------- | ---------------------------- | --------- |
| 1 | Бурсомон            | село                         | ↘135      |
| 2 | Верхний Шергольджин | село, административный центр | ↘298      |
| 3 | Котый               | село                         | ↘48       |
| 4 | Средний Шергольджин | село                         | ↘4        |